# Connors Point
Der Connors Point ist die nordwestliche Landspitze von Beall Island im Archipel der Windmill-Inseln vor der Budd-Küste des ostantarktischen Wilkeslands.
Luftaufnahmen der US-amerikanischen Operation Highjump (1946–1947) und Operation Windmill (1947–1948) dienten der Kartierung. Das Advisory Committee on Antarctic Names benannte die Landspitze 1963 nach William J. Connors, Aeorograph der United States Navy auf der Wilkes-Station im Jahr 1958.